# Jalen Williams
Jalen Devonn Williams (ur. 14 kwietnia 2001 w Denver) – amerykański koszykarz, występujący na pozycji rzucającego obrońcy, obecnie zawodnik zespołu Oklahoma City Thunder.

## Osiągnięcia
Stan na 18 lutego 2024, na podstawie, o ile nie zaznaczono inaczej.

### NCAA
- Zaliczony do:
  - I składu konferencji West Coast (WCC – 2022)
  - składu honorable mention WCC (2021)

### NBA
- Zaliczony do I składu debiutantów NBA (2023)[3]
- Zwycięzca mini turnieju Panini Rising Stars (2024 – Team Jalen)[4]
- Uczestnik turnieju drużynowego Jordan Rising Stars (2023, 2024)[5]